# Adicocrita
Adicocrita là một chi bướm đêm thuộc họ Geometridae.

## Các loài
- Adicocrita araria
- Adicocrita discerpta
- Adicocrita koranata